# كأس السوبر المصري 2015
كأس السوبر المصري 2015 هو النسخة الثالثة عشر من كأس السوبر المصري منذ انطلاقه عام 2001. طرفا البطولة هما الزمالك بطل الدوري المصري الممتاز 2014–15 وكأس مصر 2015، والأهلي وصيف الكأس. تقام مباراة البطولة لأول مرة 
خارج مصر في ملعب هزاع بن زايد في مدينة العين، الإمارات العربية المتحدة. حامل لقب البطولة هو النادي الأهلي، كما أنه الأكثر تتويجًا بالبطولة بثمانية ألقاب في تسع مشاركات، بينما يشارك الزمالك للمرة السابعة محققًا البطولة مرتين فقط.
انتهت المباراة بفوز الأهلي بنتيجة 3-2 ليحرز بذلك لقبه التاسع، وحل الزمالك وصيفًا للمرة الخامسة.

## تاريخ
| الفريق  | مشاركات | البطل | الوصيف |
| ------- | ------- | ----- | ------ |
| الأهلي  | 9       | 8     | 1      |
| الزمالك | 6       | 2     | 4      |

خلال 11 مرة سابقة لعبت فيها البطولة، خاض الزمالك بطولة السوبر 6 مرات لكنه لم يتمكن من الفوز بها سوى في مرتين. بدأت مشاركاته في أول موسم للبطولة عام 2001 وآخرها في البطولة السابقة عام 2014. بينما شارك الأهلي 9 مرات أولها عام 2003 وفاز بالبطولة 8 مرات آخرها عام في البطولة السابقة عام 2014، وهو أكثر الفرق تتويجًا. سبق وأن تواجه الفريقان في كأس السوبر المصري ثلاث مرات، انتهت جميعها بتتويج الأهلي بالبطولة. أولها كان عام 2003 وانتهت بفوز الأهلي (بطل الكأس) على الزمالك (بطل الدوري) بركلات الجزاء بنتيجة 3-1 بعد التعادل السلبي 0-0. ثم التقيا ثانية عام 2008 وانتهت بفوز الأهلي (بطل الدوري) على الزمالك (بطل الكأس) بنتيجة 2-0. أما آخر مرة التقى فيها الفريقان في كأس السوبر فكانت في البطولة السابقة عام 2014، وانتهت بفوز الأهلي (بطل الدوري) على الزمالك (بطل الكأس) بركلات الجزاء بنتيجة 5-4 بعد التعادل السلبي 0-0.
سجل لاعبان فقط في مباريات الأهلي والزمالك في كأس السوبر وذلك في بطولة 2008 حين تغلب الأهلي بهدفي أحمد حسن والمعتز بالله إينو. انتهت بطولتي 2003 و2014 بركلات الجزاء بعد انتهاء الوقت الأصلي بالتعادل السلبي.

## كأس جديد
قرر الاتحاد المصري لكرة القدم تغير اللائحة الخاصة بكأس السوبر المصري بحيث يسلم البطل الكأس قبل النسخة التالية من البطولة، على عكس ما اقتضت اللائحة سابقًا باحتفاظ البطل بكأس البطولة مدى الحياة كما جرى الأمر منذ انطلاق البطولة عام 2001 وحتى الموسم السابق. صنع الكأس الجديد من المعدن الخالص بتكلفة بلغت 150,000 جنيهًا مصريًا تحملته الشركة الراعية لاتحاد كرة القدم المصري.

## قبل المباراة
يلعب الفريقان أولى مبارياتهم بعد الخروج من الدور نصف النهائي من بطولة كأس الاتحاد الكونفدرالي 2015.
الزمالك
يشارك الزمالك في البطولة بعد أن حل بطلًا للدوري المصري الممتاز 2014–15 وكأس مصر 2015، ويسعى الزمالك من خلال هذه المباراة لحصد ثالث هذا الموسم وكذا ثالث لقب له في البطولة منذ آخر مرة عام 2002، والأول أمام الأهلي بعد أن خسر اللقب ضده في ثلاث مرات سابقة آخرها في البطولة السابقة بركلات الجزاء.
الأهلي
على عكس الزمالك، يدخل الأهلي المباراة آملًا في حصد لقبه الأول هذا الموسم في آخر مباراة هذا الموسم قبل انطلاق الموسم الجديد. ويخوض الاهلي المباراة بجهاز فني جديد بقيادة المدير الفني المؤقت عبد العزيز عبد الشافي بعد إقالة الجهاز الفني السابق بقيادة فتحي مبروك بعد الخروج من كأس الاتحاد الكونفدرالي.

## المباراة
| الزمالك                          | 2–3         | الأهلي                                                    |
| -------------------------------- | ----------- | --------------------------------------------------------- |
| عمر جابر 26' · محمود كهربا 90+1' | تقرير 1 2 3 | عبد الله السعيد 45' (ركلة.)، 53' (ركلة.) · مؤمن زكريا 69' |

| GK              | 1  | أحمد الشناوي           |  |        |
| RB              | 12 | أحمد توفيق             |  | ؟'     |
| CB              | 19 | أحمد دويدار            |  |        |
| CB              | 25 | علي جبر                |  | 20'    |
| LB              | 22 | حمادة طلبة             |  | ؟'     |
| CDM             | 3  | طارق حامد              |  | ؟'     |
| CM              | 4  | عمر جابر               |  |        |
| CM              | 15 | معروف يوسف             |  | 61'    |
| RW              | 14 | محمد إبراهيم           |  | 66'    |
| LW              | 11 | محمود عبد المنعم كهربا |  |        |
| CF              | 17 | باسم مرسي              |  | ؟'     |
| البدلاء:        |    |                        |  |        |
| CB              | 8  | محمد كوفي              |  | 20' ؟' |
| RW              | 14 | أيمن حفني              |  | 61'    |
| CF              | 30 | مصطفى فتحي             |  | 66'    |
| المدرب:         |    |                        |  |        |
| جوسفالدو فيريرا |    |                        |  |        |

| GK                    | 1  | شريف إكرامي     |  |       |
| RB                    | 24 | أحمد فتحي       |  |       |
| CB                    | 4  | رامي ربيعة      |  |       |
| CB                    | 5  | أحمد حجازي      |  |       |
| LB                    | 6  | صبري رحيل       |  |       |
| CM                    | 14 | حسام غالي       |  |       |
| CM                    | 25 | حسام عاشور      |  | ؟'    |
| CAM                   | 19 | عبد الله السعيد |  | ؟'    |
| RW                    | 11 | وليد سليمان     |  | 61'   |
| LW                    | 32 | رمضان صبحي      |  | 86'   |
| CF                    | 15 | ماليك إيفونا    |  | 90+4' |
| البدلاء:              |    |                 |  |       |
| RW                    | 10 | مؤمن زكريا      |  | 61'   |
| ST                    | 3  | جون أنطوي       |  | 86'   |
| CB                    | 23 | محمد نجيب       |  | 90+4' |
| المدرب:               |    |                 |  |       |
| عبد العزيز عبد الشافي |    |                 |  |       |

| طاقم التحكيم: حكم أول: كارلوس فيلاسكو كاربايو حكم مساعد: روبرتو ألونسو حكم مساعد: جان كارلوس حكم رابع: كارلوس ديلسيرو |